# Schloss Sorquitten

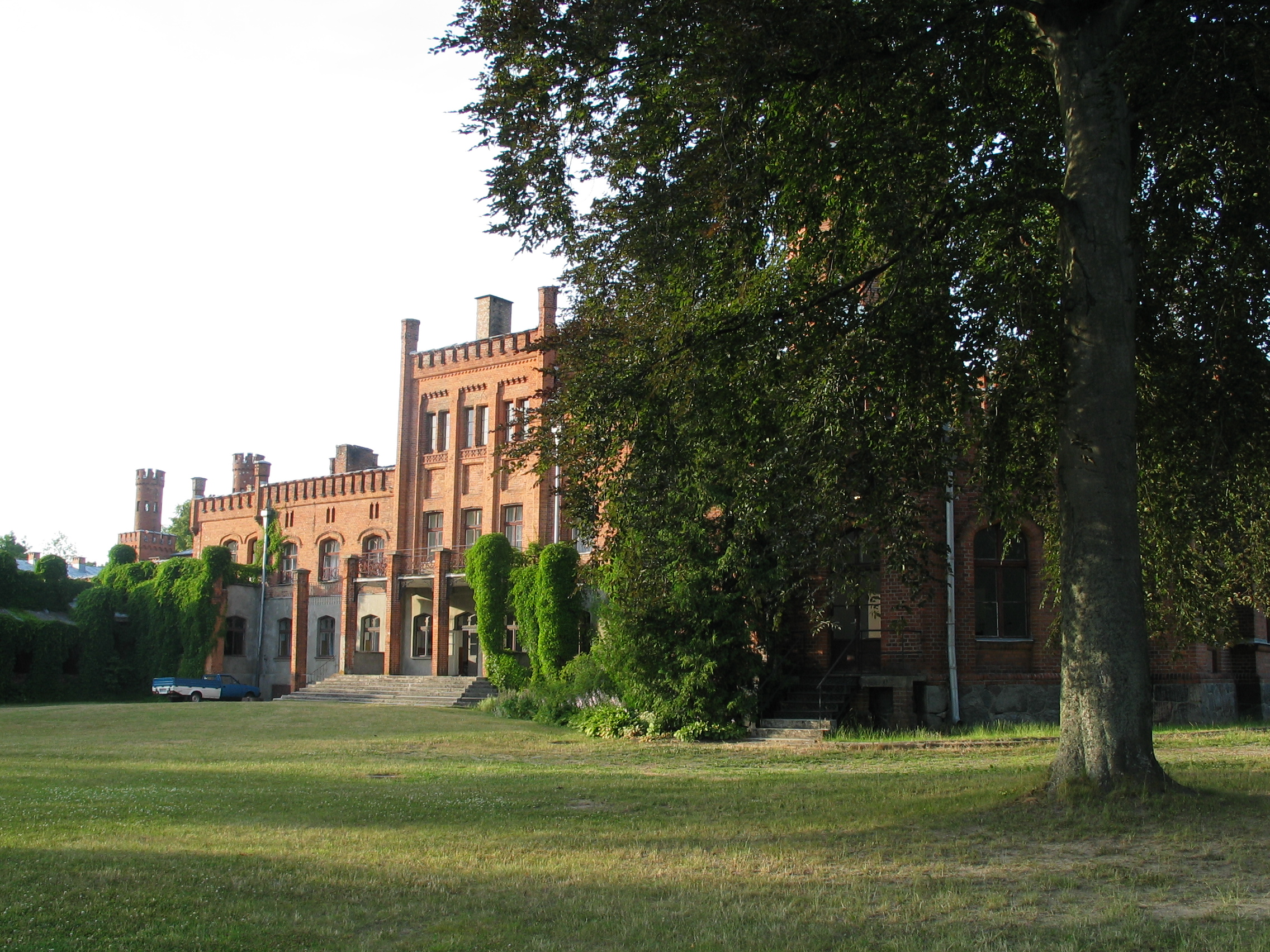
Schloss Sorquitten

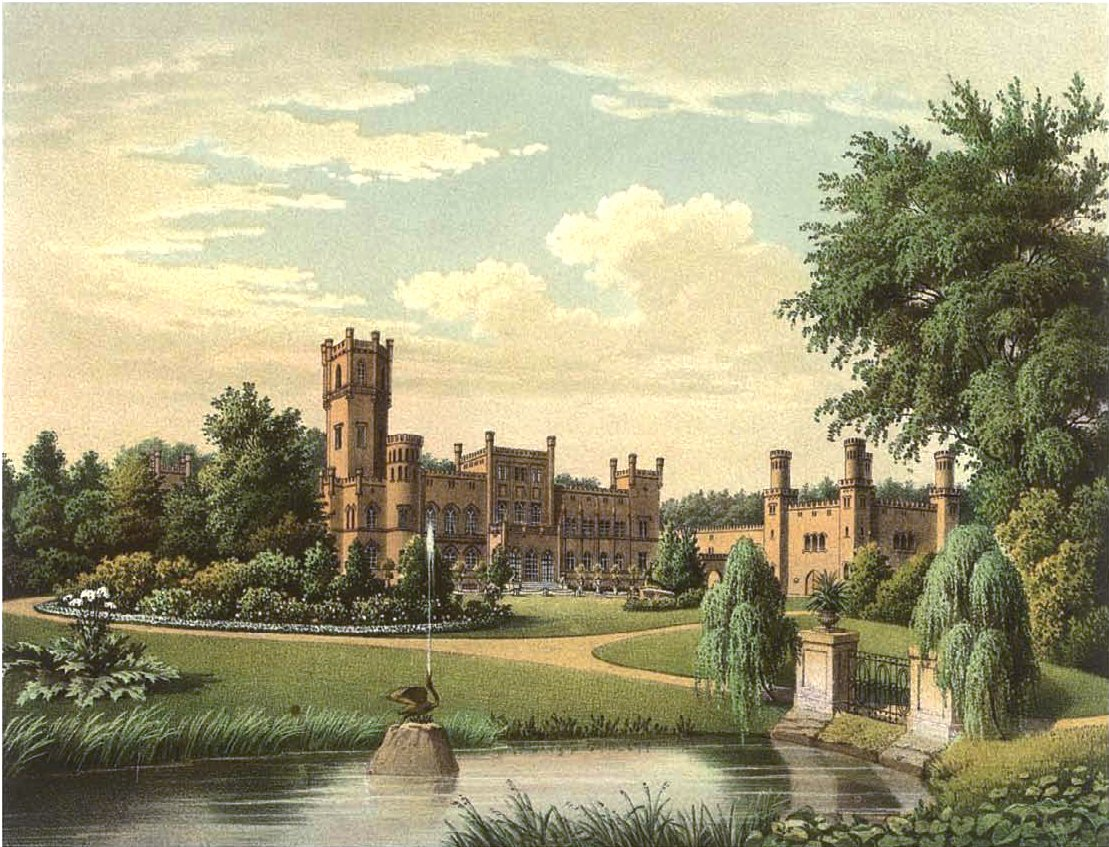
Schloss Sorquitten, Sammlung Alexander Duncker

Schloss Sorquitten (polnisch Pałac w Sorkwitach) ist ein Schloss in Woiwodschaft Ermland-Masuren, zwischen dem Lampaschsee (Jezioro Lampackie) und dem Gehlandsee (Jezioro Gielądzkie).

## Geschichte
Erste belegte Eigentümer waren die von Oelsen, denen der Ort von Hochmeister Winrich von Kniprode verliehen wurde. Spätere Eigentümer waren die von Schlieben, ab 1599 die von Egloffsteins. Im Jahr 1693 wurde Sorquitten von Albrecht von der Groeben erworben, 1750 von General von Bronikowsky. Das Herrenhaus wurde 1768 von Johann Siegismund von Bronikowsky erbaut.
Ab 1804 war das Gut im Besitz des Freiherren von Mirbach. Von 1855 bis 1856 wurde das Herrenhaus im Stil englischer Gotik mit rotem Backstein umgestaltet. Julius von Mirbach wurde 1862 Erbe und ließ die Parkanlagen erweitern. Zu Beginn des Ersten Weltkriegs brannte das Schloss aus, wurde aber 1920 restauriert. Letzter deutscher Besitzer war Freiherr Bernhard von Paleske.
Nach dem Zweiten Weltkrieg wurde das Gut Teil einer Landwirtschaftlichen Produktionsgenossenschaft und wurde 1957 an das Landmaschinenwerk 'Ursus' aus Warschau übergeben. Seit 1998 ist das Schloss in privatem Besitz.